# Osirinus ruficrus
Osirinus ruficrus là một loài Hymenoptera trong họ Apidae. Loài này được Melo & Zanella mô tả khoa học năm 2003.